# Iridia Salazar
Iridia Salazar Blanco (ur. 14 czerwca 1982 w Meksyku) – meksykańska taekwondzistka i medalistka olimpijska z 2004 roku. W latach 2006–2010 studiowała psychologię. Zaczęła trenować taekwondo w wieku 5 lat.

## Kariera
Na mistrzostwach świata w 1999 zajęła 2. miejsce. W 2001 uplasowała się na 3. pozycji w Pucharze Świata, a także zdobyła srebrny medal na mistrzostwach świata. W 2002 została mistrzynią kraju. W 2003 wywalczyła złoto na igrzyskach panamerykańskich. W 2004 wystąpiła na igrzyskach, na których zdobyła brązowy medal w wadze do 57 kg. W 2007 ponownie wywalczyła złoto na igrzyskach panamerykańskich, pokonując w finale Fulcar Dinayins 4:0. Przed igrzyskami w Pekinie zakończyła karierę, by poświęcić się rodzinie. Do startów wróciła w 2013 roku. Jej pierwsze zawody to Copa Guanajuato 2013. Zdobyła na nich złoty medal.
W maju 2014 została dyrektorem Club Casablanca Juriquilla.

## Życie prywatne
Salazar jest mężatką. Jej mężem jest kubański taekwondzista Gessler Viera, z którym wzięła ślub w 2008 roku. 16 kwietnia 2009 urodziła córkę Dashę. Ma też syna Logana. Jej brat Óscar Salazar także uprawia taekwondo (jest srebrnym medalistą olimpijskim).